# Veijo Niemi
Veijo Olavi Niemi, född 4 juni 1954, är en finländsk polis och politiker (Sannfinländarna). Han är ledamot av Finlands riksdag sedan 2019.
Niemi blev invald i riksdagsvalet 2019 med 3 709 röster från Birkalands valkrets. Han omvaldes i riksdagsvalet 2023 med 3 135 röster.

## Utmärkelser
- Medalj av I klass med guldkors av Finlands Vita Ros’ orden[4]

[Redigera Wikidata]